# Río Picaflor
El río Picaflor es un curso natural de agua que nace en la cordillera de los Andes en la Región de Aysén y fluye con dirección general sur hasta desembocar en el río Mañihuales.

## Trayecto
El río nace en la ladera sur del cerro Peñón, que pertenece a la divisoria de aguas entre la cuenca del río Cisnes, la cuenca del lago La Plata y la cuenca del río Aysén, a la que pertenece el Picaflor. En su curso medio recibe las aguas del emisario del lago Pedro Aguirre Cerda, del río Turbio (Picaflor) y del estero Pedregoso. Tras un trayecto de 36 kilómetros se une al río Ñirehuao para desembocar en el Mañihuales